# Confessions of the Mind
Albums de The Hollies
Hollies Sing Hollies
(1969) Distant Light
(1971)
Confessions of the Mind est le dixième album du groupe The Hollies, sorti fin 1970.

## Titres
| 1. | Survival of the Fittest | Allan Clarke, Tony Hicks, Graham Nash | 3:07 |
| 2. | Man Without a Heart     | Allan Clarke, Terry Sylvester         | 2:27 |
| 3. | Little Girl             | Tony Hicks                            | 3:01 |
| 4. | Isn't It Nice?          | Allan Clarke, Terry Sylvester         | 3:48 |
| 5. | Perfect Lady Housewife  | Allan Clarke, Terry Sylvester         | 4:39 |
| 6. | Confessions of a Mind   | Tony Hicks                            | 5:47 |

| 7.  | Lady Please             | Tony Hicks                    | 2:41 |
| 8.  | Frightened Lady         | Tony Hicks                    | 2:41 |
| 9.  | Too Young to Be Married | Tony Hicks                    | 4:02 |
| 10. | Separated               | Allan Clarke                  | 3:31 |
| 11. | I Wanna Shout           | Allan Clarke, Terry Sylvester | 2:54 |

## Musiciens
- Bernie Calvert : basse, chant
- Allan Clarke : chant, harmonica
- Bobby Elliott : batterie, percussions
- Tony Hicks : guitare, chant
- Terry Sylvester : guitare, chant

## Classements
| Classement                    | Meilleure position | Semaines dans le Top 40 |
| ----------------------------- | ------------------ | ----------------------- |
| Royaume-Uni (UK Albums Chart) | 30                 | 5                       |